# Piabuna nanna
Piabuna nanna là một loài nhện trong họ Phrurolithidae.
Loài này thuộc chi Piabuna. Piabuna nanna được Ralph Vary Chamberlin & Wilton Ivie miêu tả năm 1933.